# Заремби
Заремби (біл. вёска Зарэмбы) — село в складі Борисовського району Мінської області, Білорусь. Село підпорядковане Іканській сільській раді, розташоване в північно-східній частині області.